# آر. بي. غريفز
آر. بي. غريفز (بالإنجليزية: R. B. Greaves)‏ هو مغني أمريكي، ولد في 28 نوفمبر 1943 في جورج تاون في غيانا، وتوفي في 27 سبتمبر 2012 في غرناطة هيلز ‏ في الولايات المتحدة بسبب سرطان البروستاتا.

## وصلات خارجية
- آر. بي. غريفز على موقع IMDb (الإنجليزية)
- آر. بي. غريفز على موقع ميوزك برينز (الإنجليزية)
- آر. بي. غريفز على موقع أول ميوزيك (الإنجليزية)
- آر. بي. غريفز على موقع ديسكوغز (الإنجليزية)
- آر. بي. غريفز على موقع كينوبويسك (الروسية)